# برايان روبيو
برايان روبيو (بالإسبانية: Brian Rubio)‏ هو لاعب كرة قدم مكسيكي في مركز الهجوم، ولد في 1996 في غوادالاخارا في المكسيك. لعب مع نادي ديبورتيفو تولوكا.

## وصلات خارجية
- برايان روبيو على موقع قاعدة بيانات كرة القدم.إي يو (الإنجليزية)
- برايان روبيو على موقع Soccerway.com (الإنجليزية)
- برايان روبيو على موقع عالم كرة القدم.نت (الإنجليزية)